# Anse cervicale
Pour les articles homonymes, voir anse.
L'anse cervicale (ou anse de l'hypoglosse) est un nerf du plexus cervical profond formé par les branches antérieures des trois premiers nerfs cervicaux.

## Origine
L'anse cervicale est formée par une racine supérieure et une racine inférieure.
La racine supérieure est issue de la gaine du nerf hypoglosse par la réémergence du rameau communiquant hypoglosse du premier nerf cervical sous le muscle digastrique. Puis, la racine supérieure chemine obliquement sur le bord médial de la gaine jugulo-carotidienne.
Les recherches micro-anatomiques tendent à montrer que la racine supérieure de l'anse cervicale ne partage pas de fibres nerveuses avec le nerf hypoglosse, mais contient uniquement des fibres issues de la première racine cervicale.
La racine inférieure est issue des deuxième et troisième racines cervicales. Mais, il n'est pas rare que les première et quatrième racines cervicales participent également à la formation de cette racine. Son trajet est vertical le long du bord latéral de la gaine jugulo-carotidienne.

## Trajet
La partie la plus caudale de l'anse cervicale forme une boucle entre la racine supérieure et la racine inférieure. Celle-ci est positionnée dans le fascia cervical moyen, en arrière du muscle omo-hyoïdien. Classiquement décrite au-dessus du muscle omo-hyoïdien, la majorité des boucles de l'anse cervicale sont situées, en fait, en dessous de celui-ci, latéralement à son tendon intermédiaire. 
Elle fournit des branches efférentes motrices pour les muscles infra-hyoidiens.
Du plus médial au plus latéral, on retrouve un nerf moteur pour le chef supérieur du muscle omo-hyoïdien, un nerf pour le muscle sterno-hyoïdien, un nerf pour le muscle sterno-thyroïdien et enfin un nerf pour le chef inférieur du muscle omo-hyoïdien.

## Fonction
Grâce à ses nerfs efférents, l'anse cervicale a une action motrice sur les muscles infra-hyoidiens. Elle permet donc l'abaissement du larynx et le raccourcissement des cordes vocales. L'anse cervicale a donc un rôle dans la phonation, en particulier pour la voix chantée et criée.

## Aspect clinique
Toute lésion de l'anse cervicale comme lors d'un abord chirurgical latéral du cou (chirurgie maxillo-faciale, ORL, opération de la thyroïde et surtout des parathyroïdes), surtout en cas de lésion bilatérale, aura un retentissement fonctionnel sur la voix,.